# Angry Birds Epic
Angry Birds Epic (También conocido como Angry Birds Epic RPG) fue un juego gratuito de estrategia por turnos lanzado en 2014 para IOS, Android y Windows Phone. El tema del juego estaba basado en los juegos de caballeros.
El juego fue lanzado el 17 de marzo de 2014 en Nueva Zelanda, Australia y Canadá para versión de prueba; luego se lanzó el 12 de junio de 2014 al resto del mundo, hasta que en el 3 de agosto de 2018, recibió su última actualización. Fue eliminado de las App Store y Play Store en 2019.

## Argumento
La historia empieza cuando el Rey Cerdito ordena al Cerdo Mago (Wizpig) y al Príncipe Porky que le consigan los 5 huevos y ellos van, pero desgraciadamente Chuck estaba dormido y Red estaba distraído con el caldero ; entonces los cerdos les roban sus huevos y se los dan al Cerdo Mago que se los lleva hasta una torre. También los cerdos se robaron otros objetos del campamento pajaríl, el Yunque, el caldero, el Cerdito mecánico de Oro y por último a Chuck.
Ahora Red va a tener que salvar a su mejor amigo y a los 5 huevos con la ayuda de armas que lo beneficiarán en su Gran Aventura.

## Jugabilidad
Es un juego de acción TBS en la que se tendrán que desarrollar habilidades y armas con un sistema de combate por turnos (como en los auténticos clásicos del género). Este se centra en la época Medieval.
Para atacar, toque el pájaro y deslice hacia el cerdo que desea atacar, para activar su habilidad secundaria toque al pájaro a usar; para saber el potencial de los dos ataques ya mencionados se debe mantener presionado el pájaro con el cual quiera saber su información, de manera aparte, durante el juego se irá llenando un Chile ("La Guindilla") el cual activa una habilidad de mayor poder para el pájaro.
También si quieres que tus pájaros ataquen automáticamente solo debes presionar el botón que está ubicado en la parte inferior derecha y tus pájaros atacaran a cualquier cerdo automáticamente.
El sistema de tres estrellas está todavía presente, pero el juego no muestra la puntuación del jugador durante la batalla. El conseguir las tres estrellas depende del rendimiento del jugador en cada nivel y el número de estrellas determina la cantidad de premios obtenidos al final de cada nivel mientras se gira la "Rueda de la Fortuna".

## Objetos

### Monedas
El juego cuenta con tres tipos de moneda:
- Oincs (Snoutlings); un tipo común de la moneda, se utilizan para comprar planos, clases y materiales de artesanía. Éstos se pueden ganar al derrotar a los cerdos, abriendo cofres del tesoro, dañando Granujas millonarios y cerdos dorados, dañando enemigos con Piggy Mc'Cool (Don torrezno) y acabando mazmorras diarias. A veces, el jugador obtiene unos Snoutlings como premio de consolación si se pierde una batalla.
- Monedas de la suerte (Lucky Coins); son más raras y se utiliza para comprar ciertas clases, con estas monedas puede girar la máquina del Golden Pig, activar el Mighty Eagle, comprar mejoras permanentes y consumibles de emergencia en la batalla. Se pueden ganar las monedas al derrotar al Daily Golden Pig, subir de nivel o comprándolas con dinero real.
- La esencia de la amistad (The Essence of Friendship); es más diferente. Puede ser obtenido preguntando a amigos (como la puerta de la amistad) y el comprado por Lucky Coins. Se utiliza para volver a tirar la rueda de la fortuna y los dados de artesanía.

### Materiales en el yunque
Aquí está la lista de materiales del yunque:
- Restos: no se puede crear.
- Concha: no se puede crear.
- Estrella de mar: se crea con 5 conchas.
- Fósil: se crea con 5 conchas.
- Coral: se crea con 5 conchas.
- Piedra: no se puede crear.
- Piedra de cobalto: se crea con 5 piedras.
- Caliza: se crea con 5 piedras.
- Mineral: se crea con 5 piedras.
- Barra de metal: se crea con 5 minerales.
- Madera: no se puede crear.
- Ramita tirachinas: se crea con 5 de madera.
- Papel: se crea con 5 de madera.
- Bambú: se crea con 5 de madera.
- Leño cuadrado: se crea con 5 de bambú.

### Materiales en la alquimia (Caldero)
Aquí está la lista de materiales de la alquimia:
- Arena brillante: no se puede crear.
- Frasco: se crea con 5 de arena brillante.
- Frasco grande: se crea con 5 frascos.
- Semillas: no se puede crear.
- Agua: no se puede crear.
- Agua cristalina: se crea con 5 de agua.
- Agua mágica: se crea con 5 de agua cristalina.
- Plátano: se crea con 1 de agua y 3 semillas.
- Baya de mar: se crea con 1 de agua y 6 semillas.
- Manzana de nieve: se crea con 1 de agua cristalina y 9 semillas.
- Cerezas Porcinas: se crea con 1 de agua mágica y 12 semillas.
- Tomate picante: se crea con 1 de agua y 3 semillas.
- Chile helado: se crea con 1 de agua cristalina y con 6 semillas.
- Calabaza flameante: se crea con 1 de agua mágica y 9 semillas.

## Niveles
En este juego se representa a la isla cerdo como nunca antes se había visto, mostrando su extensión y distintos páramos por los cuales se deberán recorrer para avanzar en el juego. Luego de completar el modo historia, se desbloquean las Cuevas de las crónicas. Actualmente son 26.
Aquí se presentan los nombres de cada sección y lo que puede ser encontrado en ellos:
- South Beach
  - Cornucopia Woods
- Cobalt Plateaus
  - Cobalt Pig Castle
  - Matilda's Garden
- Golden Fields
  - Puzzle Bridge
  - Beard Forest, Friendship Gate Access Only
- Limestone Lagoon
  - The White Whale
  - Maelstrom
- Southern Sea
  - Shipwreck Reef
- Desert Island, Acceso exclusivo con llave amarilla  Acceso, se requiere para desbloquear el resto de la historia
  - Desert Pig Castle
- Pirate Coast
  - Porktuga, Mazmorra diaria
- Slingshot Woods
- Great Cliffs
- Star Reef
  - Ghost Ship, Mazmorra diaria
  - Star Reef Castle
- Banjo Bayou, Acceso exclusivo con llave azul
  - Floating Hoghouse, Mazmorra diaria
- Bamboo Forest, Acceso exclusivo con llave azul', se requiere para desbloquear el resto de la historia
  - Volcano Cliff
  - Volcano Island, Daily Dungeon
- Canyon Land
  - Winter Wonderland
- Snowy Peak
  - Mountain Pig Castle
- Islands in the Sky
- Pumpkin Plateau
  - Mighty Eagle's Dojo
  - Trick or Treat Castle, Mazmorra diaria
- Square Forest
- Red Giant Valley, Acceso exclusivo con llave roja (Conseguida al terminar la cueva 1)
- Eastern Sea
  - Sunken Pyramid, Mazmorra diaria
- Moorlands
- Lake Land
  - Bottomless Cave, Mazmorra diaria
- Old Nesting Barrows
- Northern Sea
- Pig City
  - King Pig's Castle
- Hog Head Mountain
  - Mouth Pool
  - Magic Shield
  - Wiz Pig's Castle
- Chronicle Caves
  - Cueva 1: Salón tembloroso
  - Cueva 2: Llanuras de la lluvia
  - Cueva 3: Hondonada nublada
  - Cueva 4: Caverna curativa
  - Cueva 5: Llanura abrasadora
  - Cueva 6: Invierno infinito
  - Cueva 7: Bastión olvidado
  - Cueva 8: Lugar extraño
  - Cueva 9: Antro porcino
  - Cueva 10: Ciudadela
  - Cueva 11: Cañón mofa
  - Cueva 12: Rincón feliz
  - Cueva 13: Llanuras inexploradas
  - Cueva 14: Mar tormentoso
  - Cueva 15: La gran barrera
  - Cueva 16: Charcas sagradas
  - Cueva 17: Porche porcino
  - Cueva 18: Bahía panceta
  - Cueva 19: Mandíbula del volcán
  - Cueva 20: Bosque del jabalí
  - Cueva 21: Las campanas del infierno
  - Cueva 22: Bahía pirata
  - Cueva 23: Bruma hostil
  - Cueva 24: Aguas heladas
  - Cueva 25: Paraíso porcino
  - Cueva 26: Mar misterioso

## Personajes

### Los Pájaros
Son los personajes principales del juego, conforme pase el juego vamos encontrándolos uno por uno, activan su poder especial con la Guindilla Furiosa la cual se rellena 2% cuando los pájaros o los cerdos sean dañados.
También tienen clases poderosas pero cada una con distintas características.

#### Red
Es el pájaro cuya principal función es la defensa. La habilidad de Red cuando se le es dada la guindilla furiosa, es que hace una gran cantidad de daño al enemigo con más vida. Sus clases son:
- Caballero: Es el primer casco, que te lo dan cuando empiezas a jugar, al dañar al oponente, obliga al enemigo a atacar a Red durante 3 turnos y puede crear una esfera de energía que protege al objetivo reduciendo el daño recibido un 55% por 2 turnos.
- Guardián: Es el segundo casco que se desbloquea. Se puede comprar con oincs (monedas de plata de menor valor del juego). Cuando realiza su ataque, al objetivo se le es reducido el ataque en un 25% durante 2 turnos, y puede crear un escudo que reduce el daño recibido de los aliados en un 25% por 4 turnos.
- Samurái: Es el tercer casco que también se compra con oincs. A diferencia de los otros cascos, el ataque total es dividido en 3 ataques que si su valor es sumado, da el valor del ataque total, y puede crear un escudo que dura 1 turno. Reduce el daño recibido del objetivo en un 50% y al resto de aliados en un 40%.
- Vengador: Este casco se desbloquea cuando se llega a determinado número de estrellas, que se consiguen en los niveles al ganarlos. Su ataque aumenta en 2% por cada 1% de vida perdida, y puede hacer que todos los enemigos ataquen a un aliado común, que recibe 20% menos de daño, durante 2 turnos.
- Paladín: Este casco es prémium, es decir, se puede comprar en cualquier momento (mientras el pájaro haya sido desbloqueado) por monedas de la suerte (que son doradas y más valiosas que las oincs). El pájaro con menos vida recibe en puntos de vida el 30% del ataque que este casco realiza, y puede recibir daño en vez de un aliado, proporcionándole un escudo que le reduce el daño recibido en un 40%.
- Guardia Pétreo: Al igual que el paladín, esta es una clase prémium. El total del ataque es dividido en 2 ataques. Si el objetivo tiene algún efecto negativo en él, recibe un 50% más de daño y le puede dar una bonificación a un aliado durante 3 turnos que, si es atacado, el enemigo que haya realizado el ataque hará 40% menos de daño durante 3 turnos.

#### Chuck
Es el personaje de magia del equipo, puede dañar a varios enemigos en un solo turno y su poder de guindilla furiosa es hacer que los pájaros (incluyéndolo) ataquen 5 veces. En modo jugador vs. jugador solo tiran ataques 3 veces. Sus clases son:
- Mago: Es el primer sombrero que Chuck puede llevar, con su ataque tormenta puede atacar a todos los enemigos en pantalla y puede invocar esferas eléctricas y proporcionárselas a un aliado durante 3 turnos las cuales hacen que el objetivo al sufrir ataques, el enemigo que lo dañó también sufra varios puntos de daño.
- Pájaro rayo: Es el segundo casco que se puede comprar con oincs. Daña a todos los enemigos y tiene un 65% de probabilidad de remover sus efectos benéficos, aunque no siempre a todos al mismo tiempo. Su habilidad especial es hacer que un aliado elegido ataque a cualquier enemigo, incluido él mismo.
- Pájaro lluvia: Es el tercer casco de Chuck. Se puede comprar con oincs. Su ataque es algo peculiar, ya que no se basa en el daño que hace en el momento, sino que hace poco daño a todos los enemigos, pero durante los siguientes 3 turnos, recibirán una cantidad mayor de daño al final del turno de los pájaros. Puede hacer que todos los aliados repongan determinada cantidad de puntos de vida.
- Hechicero: El último casco. Se puede comprar con oincs. Ataca a un enemigo y otros 3 también reciben daño, debilitándose con cada impacto. Puede crear una bonificación a un aliado, que si recibe daño, la guindilla furiosa se llena en un 5% y el atacante tiene un 20% de probabilidades de quedar aturdido durante 1 turno. Este bonus dura un total de 3 turnos.
- Pájaro trueno: Este casco prémium, hace daño a todos los enemigos, y el objetivo recibe un 25% más de daño durante 3 turnos. Al igual que el mago, invoca esferas eléctricas que también hacen daño si el objetivo es atacado, con la diferencia de que los todos los aliados reciben estas esferas y no hacen tanto daño como las del mago. Esta bonificación dura 3 turnos.
- Ilusionista: Es un casco prémium, y es el único de Chuck que hace solamente daño a un enemigo. El objetivo de este ataque, recibe un efecto negativo que hace que si recibe daños, el 35% de los daños recibidos es aplicado al resto de enemigos. Puede crear un beneficio a un pájaro aliado durante 3 turnos, que hace que después de realizar su ataque normal, haga exactamente el mismo ataque al mismo enemigo con la diferencia de que el segundo ataque se reduce a la mitad de daño. El efecto benéfico dura 3 turnos.

#### Matilda
Su función principal es reponer a todos los pájaros una cierta cantidad de vida. Su habilidad de la guindilla furiosa es que todos tus personajes (incluida Matilda) repongan el 35% del total de la vida que tengan y remueve todos los efectos negativos de los aliados. Sus clases son:
- Clérigo: Es la clase que se es otorgada al mismo tiempo que Matilda. Los aliados reponen un 25% del ataque que ella realice, y puede crear un escudo curativo, que hace que si uno de los pájaros recibe daño, el 15% de los daños recibidos se convierte en puntos de vida para todos los pájaros, (incluido el atacado) durante 3 turnos.
- Druida: Es la segunda clase de Matilda, se puede comprar con oincs. Al igual que el Pájaro lluvia, realiza un ataque de poco daño y durante los siguientes 3 turnos el enemigo objetivo recibe una cantidad de daño mayor. Puede reponer cierta cantidad de vida a un objetivo y una cantidad menor al resto de aliados.
- Princesa: Es la tercera clase, se puede comprar con oincs. Al atacar, hace que todos los enemigos solo puedan atacar a un mismo aliado, que será el que más vida tenga, durante 3 turnos. Puede reponer una gran cantidad de vida a un objetivo y removerle cualquier efecto negativo que tenga.
- Sacerdotisa: Es la última clase que se puede desbloquear de Matilda, que se puede comprar con oincs. Su ataque está dividido en 2, y el objetivo recibe un efecto negativo que hace que el atacante reponga un 10% de su cantidad máxima de vida con cada ataque durante 3 turnos. Puede crear una cadena que, hace que todos los aliados conectados compartan la curación recibida (excepto pociones) durante 3 turnos.
- Bardo: Esta clase prémium, posee un ataque que tiene una probabilidad del 15% de aturdir al objetivo durante 1 turno. Puede reponer cierta cantidad de vida a todos los aliados y recibirán por los siguientes 3 turnos una cantidad de vida menor.
- Bruja: Esta clase es prémium. Su ataque hace que el objetivo reciba durante los siguientes 3 turnos el 20% del daño hecho y Matilda se cura esa cantidad. Puede hacer que un aliado tenga un 20% más de vida y de vida máxima y un 20% más de ataque.

#### Bomb
Su poder de guindilla furiosa es explotar causando dañando masivo a todos los cerdos. Sus clases son:
- Pirata: Es la clase que viene con Bomb. Realiza un ataque absolutamente normal y puede hacer que los aliados hagan un 25% más de daño durante 3 turnos.
- Cañonero: La segunda clase, se puede comprar con oincs. Su ataque está dividido en 3, y hace que el objetivo haga un 20% menos de daño durante los 2 turnos siguientes. Puede hacer que si un aliado recibe daño, este devuelva el ataque, solo que hace un 80% de daño.
- Frénetico: La tercera clase, se puede comprar con oincs. Su ataque aumenta en 1% por cada 2% de relleno que tenga la guindilla furiosa. Puede hacer que un aliado pierda el 15% de su vida máxima pero todos los enemigos reciben el mismo daño.
- Capitán: La última clase que se puede desbloquear de Bomb, que se puede pagar con oincs. Su ataque hace que el objetivo pierda todos sus efectos benéficos y puede hacer que un objetivo pierda el 10% de su vida máxima, pero hace un 60% más de daño durante 3 turnos.
- Lobo de Mar: Esta clase prémium reduce su ataque en 1% por cada 1% de vida perdida. Puede hacer que si un aliado ataca, Bomb ataque al mismo objetivo automáticamente durante 2 turnos.
- Salvaje Helado: Es una clase prémium. Hace un 50% más de daño a los objetivos aturdidos o congelados, y puede hacer que todos los aliados reciban una bonificación durante 3 turnos que hace que, si un aliado es atacado, el atacante tiene un 25% de probabilidades de quedar congelado durante 1 turno.

#### Los Blues (Jay, Jake y Jim)
Su poder de guindilla furiosa es tirar 3 huevos que hace que un enemigo reciba daño, que un enemigo quede aturdido, y que un enemigo pierda todos sus efectos benéficos. Sus clases son:
- Timadores: Es la primera clase de los Blues. Su ataque hace desaparecer todos los efectos positivos del objetivo, y puede hacer desaparecer todos los efectos negativos de todos los aliados proporcionándoles un 15% más de ataque durante 3 turnos.
- Granujas: Es la segunda clase que se puede comprar con oincs. Realiza un ataque débil, pero hace que el objetivo reciba una cantidad de daño durante los siguientes 3 turnos. Puede hacer durante 2 turnos que todos los enemigos ataquen a un aliado que es cubierto en espinas que hace que los atacantes sufran su propio daño, aunque los Blues también pierden vida por el ataque.
- Tiradores: Es la tercera clase, que también se compra con oincs, y es la única clase de todo el juego que se puede comprar después de haber atravesado una puerta de la amistad. Su ataque está dividido en 2, y hace que con cada ataque sobre el objetivo, sufra una cantidad determinada de daño durante los 3 turnos siguientes. Puede hacer durante 2 turnos que un aliado reciba el daño reciba el daño en vez de ellos, y si el aliado objetivo es atacado, los Blues devuelven el ataque haciendo un 50% de daño
- Espías: Es la última clase de los Blues, se puede comprar con oincs. Ataca a un objetivo y el resto de enemigos reciben una cantidad de daño menor. Puede hacer que el pájaro aliado reciba 15% de vida extra del total de los daños hechos por todos los pájaros en ese turno durante 3 turnos.
- Merodeadores: El ataque de esta clase prémium, hace que el objetivo reciba un 30% más de daños durante los 2 turnos siguientes. Puede hacer que un objetivo haga un 35% de daño a un enemigo, pero que todos los efectos negativos que ese aliado proporcione se apliquen a todos los enemigos.
- Cazatesoros: Esta clase prémium con su ataque, puede hacer que el contador de carga de un enemigo tenga un 65% de probabilidades de bajar un turno. Puede hacer que por 3 turnos, si un aliado es atacado, reflejarle al atacante todos los efectos negativos que intente proporcionarle con su ataque.

## Mejoras de clase
Aunque el juego tenga un total de 30 clases, hay un total de 78 mejoras de clase o sub-clases que añaden habilidades a la clase principal y/o mejoran las estadísticas de daño de ataque y puntos de vida. Las mejoras de clase se pueden clasificar en:
- Mejoras de élite: No añaden habilidades pero aumentan las estadísticas un 10%. Son obtenidas en eventos.

- Mejoras desafiantes: Aumentan una sola estadística y añaden una habilidad. Son obtenidas como recompensa de la Arena.

- Mejoras de temporada: Se consiguen en eventos dados en fechas especificas como Guardián del 4 de Julio o Cañonero de San Valentín.

- Mejoras especiales: Aumentan una sola estadística y añaden una habilidad. Son obtenidas en eventos donde la recompensa es una mejora que ya tienes y/o eventos especiales. Se dividen en varios grupos como: cósmico, de hielo, estrella y superhéroe.
- Mejoras de legado: Las mejoras de legado son 5 mejoras que no añaden habilidades pero aumentan las estadísticas un 10%, son las primeras mejoras de clase tal y como las conocemos y se podían obtener mediante códigos exclusivos distribuidos mediante la revista de Angry Birds, mediante el pre-registro del lanzamiento del juego (exclusivo en Japón) y otros métodos.
- Mejoras de Dojo: En versiones antiguas del juego la maestría no estaba incluida en el juego por lo que al desbloquear el Dojo de águila poderosa podías comprar mejoras para tus clases que aumentaban las estadísticas un 20%, el máximo de mejoras por clase era tres. A diferencia de las sub-clases o mejoras de clase de la última versión estas no cambiaban nada visualmente y no añadían habilidades.

## Trivia
- El juego fue lanzado primero en Canadá, Australia y Nueva Zelanda con el fin de que los jugadores ayuden a la empresa a mejorarlo y a evitar cualquier fallo, al enviar sus comentarios.
- Es el primer juego de Angry Birds en no usar una resortera como arma principal.
- Este uno de los primeros juegos en el que Mighty Eagle no aparece en sombra.
- Es el segundo juego traducido al español.
  - El primero fue Angry Birds Go!
- Parte de la trama se inspira en el capítulo de Angry Birds Toons Trojan Egg.
- En un nivel de submarino en las ventanas se pueden ver un pez parecido a Chuck.
- Hay un nivel secreto llamado Vorágine.
- El enemigo más resistente es el Cerdo Alfa con 1.000.086 puntos de resistencia (que se encuentra en la cueva 25).
- El juego tuvo una secuela espiritual llamada Angry Birds Kingdom
- El tema principal del juego aparece brevemente en Angry Birds: La película

- Datos: Q15957041